# Jüdischer Friedhof (Florești)
Koordinaten: 47° 53′ 9,1″ N, 28° 19′ 26,7″ O
Der Jüdische Friedhof Florești ist ein Friedhof in Florești, einer Stadt im Rajon Florești in der Republik Moldau. Auf dem jüdischen Friedhof nördlich der Strada 31. August 1989 und nördlich des Răut sind gut erhaltene Grabsteine vorhanden.